# Preta Fernanda

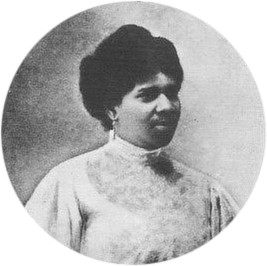
Chân dung Andrêsa do Nascimento từ cuốn sách năm 1912 của cô

Andrêsa do Nascimento (1859 – 1927) là một cô gái điếm và nhân vật xã hội nổi tiếng ở fin de siècle Lisbon. Cô được biết đến nhiều hơn với cái tên Preta Fernanda (nghĩa đen: Black Fernanda) và Fernanda do Vale (nom de plume của cô). Cô ấy, có lẽ, là công dân da đen nổi tiếng nhất của thành phố trong thời kỳ đó.
Nascimento được sinh ra từ cha mẹ nghèo ở một ngôi làng nhỏ gần Ribeira da Barca trên đảo Santiago ở Cabo Verde, có lẽ vào năm 1859. Cabo Verde, một quần đảo núi lửa ngoài khơi bờ biển phía tây châu Phi, là thuộc địa của Bồ Đào Nha và là một mối quan hệ cho buôn bán nô lệ Đại Tây Dương. Mặc dù chế độ nô lệ đã bị bãi bỏ ở Bồ Đào Nha gần một thế kỷ trước đó, nhưng nó chỉ bị bãi bỏ có chọn lọc ở Cabo Verde vào năm 1857 với việc bãi bỏ hoàn toàn vào năm 1878. Do đó, có thể một hoặc cả hai cha mẹ của Nasciment đã bị bắt làm nô lệ khi cô được sinh ra hoặc đã bị bắt làm nô lệ.
Khi cô khoảng 19 tuổi, cô đi thuyền ra khỏi hòn đảo nhỏ Đại Tây Dương trong công ty của thuyền trưởng, Jerónimo Martins, người đã hứa hôn nhân, nhưng đã bỏ rơi cô khi họ đến Dakar, trên bờ biển châu Phi. Sau đó, cô kết hôn với một nhà sản xuất bia Đức, Frederick "Fritz" Kemps, người đã đưa cô đến Lisbon, và cô là người sinh đôi. Theo một số nguồn tin chồng bà qua đời; những người khác nói rằng anh ta thường xuyên say rượu và bỏ rơi cô.

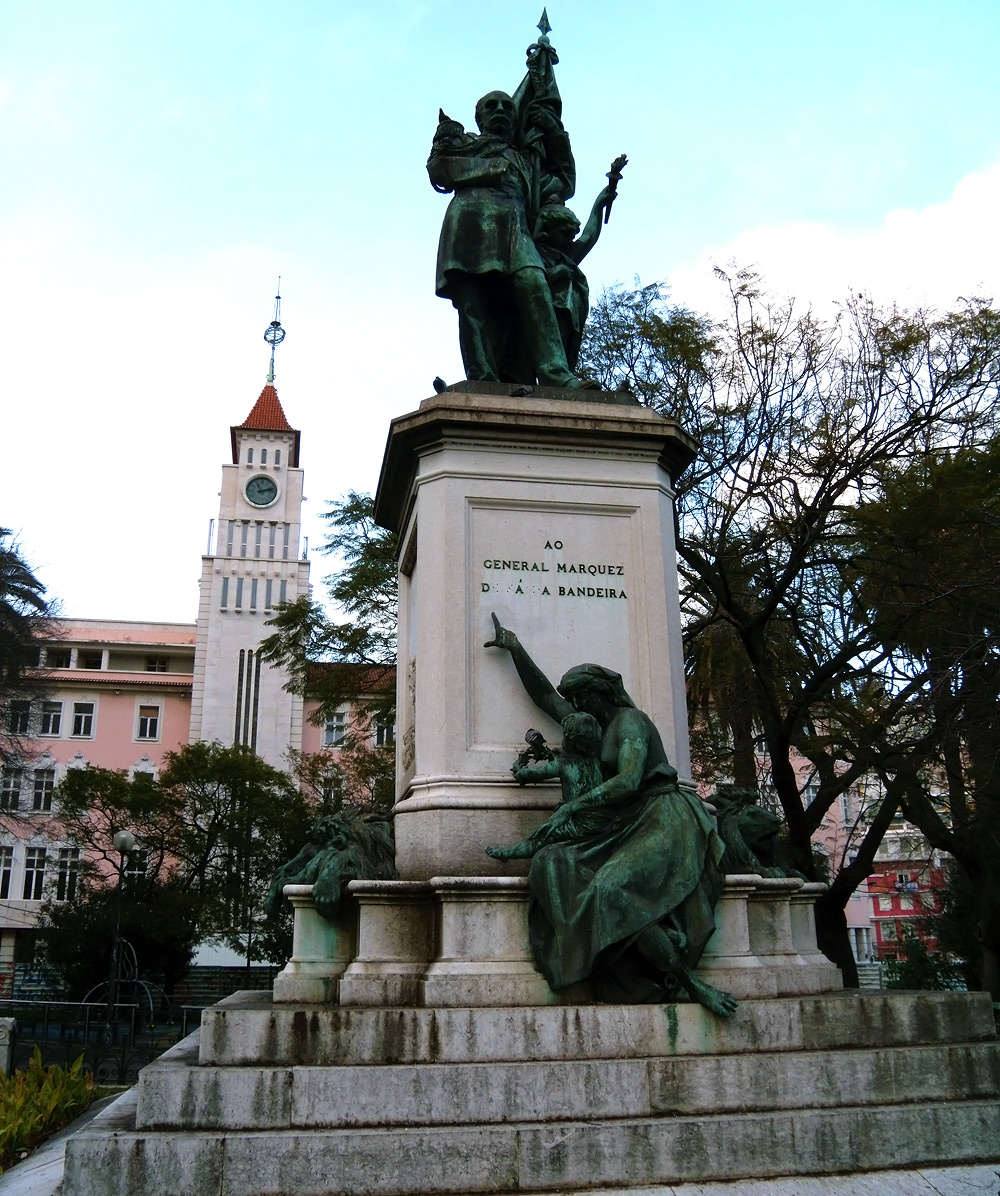
Một người phụ nữ, được mô phỏng theo Andrêsa do Nascimento, chỉ vào Hầu tước Sá da Bandeira; Quảng trường Dom Luís, Lisbon

Bất kể, Nascimento lại thấy cô đơn một lần nữa, và để nuôi sống bản thân và các con, cô làm việc ngắn gọn với tư cách là người mẫu cho nhà điêu khắc người Ý, Jac Ciniselli. Cô được bất tử tại Quảng trường Dom Luís ở Lisbon với tư cách là một nhân vật hỗ trợ cho tác phẩm điêu khắc của Hầu tước Sá da Bandeira, nổi tiếng với những nỗ lực bãi bỏ của anh ta. Nascimento đã tạo dáng cho Ciniselli miêu tả về một phụ nữ châu Phi nô lệ, bị đứt dây xích ở mắt cá chân và một đứa trẻ trong lòng. Người phụ nữ đối mặt với đứa con của mình trong khi chỉ vào hình dáng của Hầu tước phía trên họ, như thể tống tiền nhà quý tộc. Tác phẩm điêu khắc được tài trợ bởi một thuê bao công cộng và được vua Luís I tiết lộ vào năm 1884.
Cô tìm thấy công việc ổn định hơn vào năm 1889 với tư cách là người giúp việc cho một phụ nữ có xã hội cao, một thành viên của gia đình Cavalcanti có ảnh hưởng. Cô ở lại vị trí này trong gần hai thập kỷ.
Sau mười tám năm, cô rời dịch vụ của người phụ nữ và sử dụng tiền tiết kiệm và các mối quan hệ xã hội của mình, mở một nhà thổ ở khu phố Bairro Alto của Lisbon, nơi cô nhanh chóng trở thành nơi gặp gỡ hàng đêm của các nhà văn, chính trị gia và người bohem ở thủ đô Bồ Đào Nha. Nascimento trở thành một trong những cận thần nổi tiếng nhất ở Lisbon; cô có nhiều người yêu, từ thủy thủ và binh lính cho đến các nhà văn và học giả pháp lý có ảnh hưởng, và là một nhân vật thường xuyên ở các điểm đêm nóng nhất. Hấp dẫn và không sợ vụ bê bối, Nascimento, người ta tuyên bố, đã từng chiến đấu với một con bò trên lưng ngựa ở Algés, và cô đã cùng với tác giả nổi tiếng Jose Maria de Eça de Queirós đến chiếc hộp của mình tại Teatro da Trinidade. Theo báo cáo, cô cũng là người phụ nữ duy nhất còn ở trong phòng khi nhà tương lai học Almada Negreiros trình bày chiếc xe đạp của mình vào thời điểm mà Ultimatum Futurista gây sốc vào tháng 4 năm 1917.

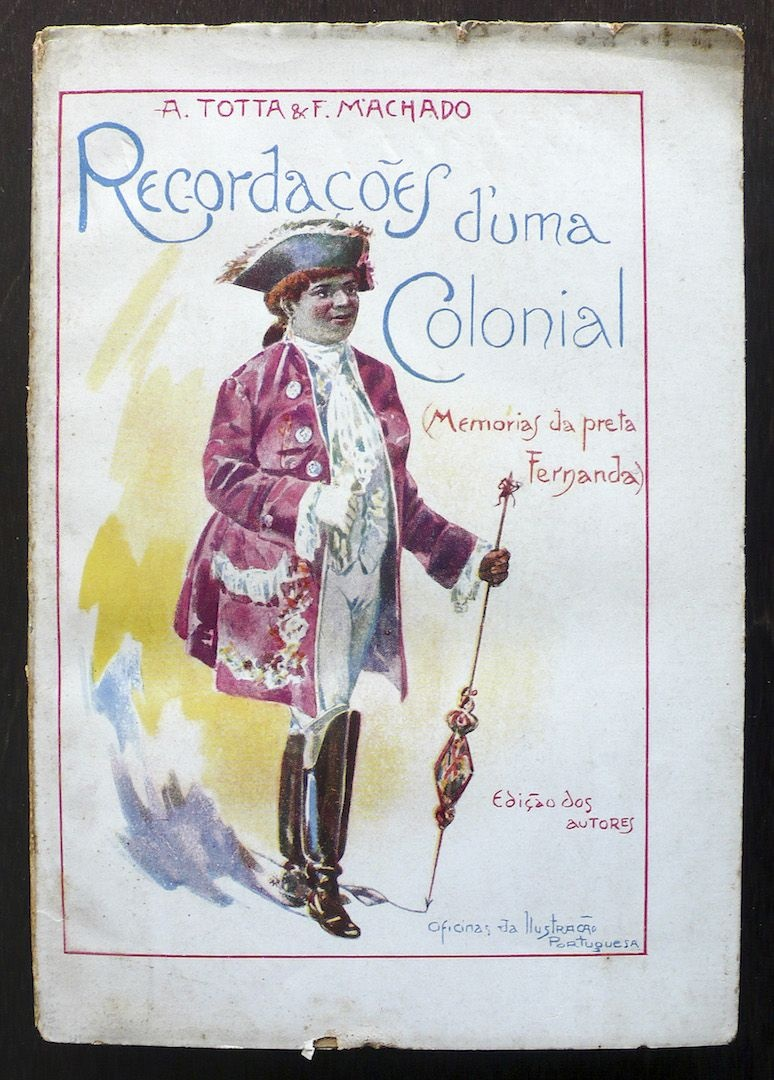
Nascimento ăn mặc như một đấu sĩ bò tót trên trang bìa của phiên bản đầu tiên của Recordações d'uma Thuộc địa

Năm 1912, Nascimento đã xuất bản một cuốn tự truyện, Recordações d'uma Thuộc địa (Hồi ức về một chủ đề thuộc địa), được viết với sự giúp đỡ của hai người bạn. Cuốn hồi ký kể về cuộc đời của cô ở Cabo Verde và Bồ Đào Nha, nhưng các tác giả đôi khi từ bỏ sự chính xác để ủng hộ một câu chuyện thú vị hơn. Cô chăm chỉ ghi lại tất cả những người đàn ông đã chia sẻ giường của cô (nhưng không phải tên thật của họ), và trong chương cuối đã đưa ra lời bình luận thẳng thắn về hiệu suất tình dục của mỗi người đàn ông. Một độc giả hiện đại lưu ý rằng, trong bối cảnh ngày nay, ngôn ngữ của cuốn sách là phân biệt chủng tộc và phản ánh định kiến về thời gian của nó.
Người ta biết rất ít về cuộc sống của cô sau năm 1912. Nascimento chết tại Lisbon vào ngày 20 tháng 8 năm 1927.